# Jarun (Dorf)
Jarun (ukrainisch und russisch Ярунь) ist ein Dorf im Westen der ukrainischen Oblast Schytomyr mit etwa 3000 Einwohnern (2001).

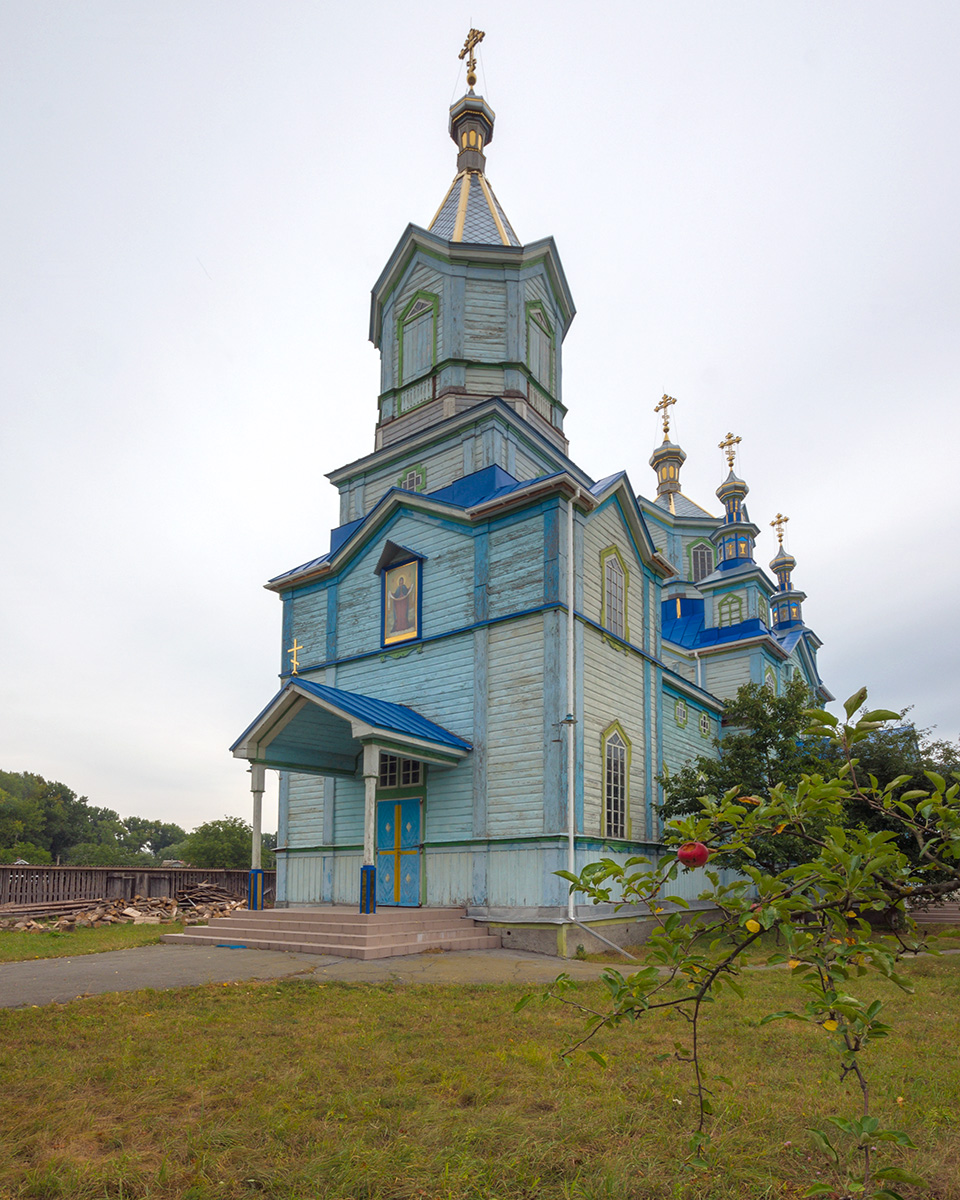
Denkmalgeschütztes Kirchengebäude in Jarun

Das erstmals 1540 schriftlich erwähnte Dorf war vom 6. Juli 1941 bis zum  8. Januar 1944 von der Wehrmacht besetzt.
Die Ortschaft liegt auf einer Höhe von 214 m am Ufer des Zerem (Церем), einem 58 km langen, linken Nebenfluss des Slutsch, 15 km südwestlich vom Rajonzentrum Swjahel und 98 km nordwestlich vom Oblastzentrum Schytomyr.

## Verwaltungsgliederung
Am 7. Juli 2020 wurde das Dorf zum Zentrum der neugegründeten Landgemeinde Jarun (ukrainisch Ярунська сільська громада/Jarunska silska hromada), zu dieser zählen noch die 13 in der untenstehenden Tabelle aufgelisteten Dörfer, bis dahin bildete es zusammen mit dem Dorf Hirky die gleichnamige Landratsgemeinde Jarun (Ярунська сільська рада/Jarunska silska rada) im Südwesten des Rajons Swjahel.
Folgende Orte sind neben dem Hauptort Jarun Teil der Gemeinde:
| Name                     | Name           | Name                                 |
| ukrainisch transkribiert | ukrainisch     | russisch                             |
| ------------------------ | -------------- | ------------------------------------ |
| Budyschtscha             | Будища         | Будища (Budischtscha)                |
| Hirky                    | Гірки          | Горки (Gorki)                        |
| Kamjanka                 | Кам’янка       | Каменка (Kamenka)                    |
| Koschuschky              | Кожушки        | Кожушки (Koschuschki)                |
| Kolodjanka               | Колодянка      | Колодянка                            |
| Korytyschtscha           | Коритища       | Корытища (Korytischtscha)            |
| Lidiwka                  | Лідівка        | Лидовка (Lidowka)                    |
| Mala Horbascha           | Мала Горбаша   | Малая Горбаша (Malaja Gorbaschtscha) |
| Orepy                    | Орепи          | Орепы                                |
| Scholobne                | Жолобне        | Желобное (Schelobnoje)               |
| Terniwka                 | Тернівка       | Терновка (Ternowka)                  |
| Tokariw                  | Токарів        | Токарев (Tokarew)                    |
| Welyka Horbascha         | Велика Горбаша | Великая Горбаша (Welikaja Gorbascha) |